# Паулистано
«Клуб Атлетико Паулистано» (порт.-браз. Club Athletico Paulistano) — бывший бразильский футбольный клуб из города Сан-Паулу.

## История
Идея создания футбольного клуба появилась у трёх приятелей, Ренато Миранды, Олаво де Байроса и Силвио Пентеадо, которые были игроками клуба «Маккензи Коллеж». 29 декабря 1900 года они встретились на улице Сан-Бенту в Сан-Паулу, где был напечатан документ о создании спортивного общества «Клуб Атлетико Паулистано». В 1902 году «Паулистано» стал одним из организаторов первого чемпионата штата Сан-Паулу. Первый официальный матч клуба состоялся 3 мая 1902 года с командой «Сан-Паулу Атлетик». В 1905 году клуб впервые стал чемпионом этого турнира. Но в том же году капитан и лидер команды, Жорже Мескита поссорился с одноклубниками и, вместе с несколькими игроками ушёл из команды, создав собственный клуб, который назвали «АА дас Палмейрас». Через три года клуб повторил успех победы в первенстве. В 1913 году в лиге состоялся раскол, и «Паулистано» стал одним из тех, кто организовал собственный чемпионат штата, проведённой Ассоциацией атлетического спорта Паулисты. Первый турнир под эгидой APEA «Паулистано» выиграл, правда в турнире участвовало ещё только 2 команды, «Маккензи Коллеж» и «АА дас Палмейрас».
В 1915 году у клуба была отобрана земля, где стояла старая арена Велодрому Паулистану, вмещавшая 10 тыс. зрителей. Но благодаря активным действиям одного из основателей «Паулистано» и капитана команды, Маноэла Карлоса Араньи, была приобретена земля в районе Жардин Америка. Пока клуб отстраивал стадион, команда временно проводила игры на полях «Палестры Италии» и «Сан-Бенту». В тот же период клуб начал серию побед в чемпионате штата и включавший 4 чемпионства подряд, три из которых пришлись на вновь объединённый чемпионат Сан-Паулу. В 1917 году клуб уже играл на новом стадионе Жардин Америка, вмещавшем 15 тыс. зрителей.
С начала 1920-х годов «Паулистано» по-прежнему был в лидерах сан-паульского футбола, клуб выиграл Кубок чемпионов штатов Бразилии в 1920 году, а на следующий год завоевал свой 8 титул чемпиона штата Сан-Паулу. Но с середины десятилетия у «Паулистано» начался закат: лига вновь была расколота на две ассоциации, на этот раз на основе профессиональных и любительских команд. «Паулистано» предпочёл оставаться любительским клубом и стал одним из основателей Лиги любительского футбола. Клуб, оставаясь одним из лидеров футбола Бразилии, выиграл 3 розыгрыша из четырёх. Но профессиональный футбол победил: лига была распущена 7 января 1930 года.
Свой последний матч в истории «Паулистано» провёл 15 декабря 1929 года в рамках розыгрыша чемпионата штата. В нём клуб со счётом 6:1 обыграл «Антарктику». Затем «Паулистано» объявил себя банкротом. После закрытия футбольного клуба, большая часть игроков и некоторые члены совета, вместе с также закрытым клубом «АА дас Палмейрас», основали новую команду — «Сан-Паулу да Флореста».

## Достижения
- Чемпион штата Сан-Паулу (11): 1905, 1908, 1913 (APEA), 1916 (APEA), 1917, 1918, 1919, 1921, 1926 (LAF), 1927 (LAF), 1929 (LAF)
- Обладатель Кубка чемпионов штатов: 1920

## Известные игроки

### Бомбардиры
| Лучшие бомбардиры чемпионата штата Сан-Паулу в составе «Паулистано» | Лучшие бомбардиры чемпионата штата Сан-Паулу в составе «Паулистано» | Лучшие бомбардиры чемпионата штата Сан-Паулу в составе «Паулистано» |
| Год                                                                 | Игрок                                                               | Голы                                                                |
| ------------------------------------------------------------------- | ------------------------------------------------------------------- | ------------------------------------------------------------------- |
| 1908                                                                | Перес                                                               | 8                                                                   |
| 1909                                                                | Биби                                                                | 11                                                                  |
| 1910                                                                | Рубенс Саллес                                                       | 10                                                                  |
| 1913 (APEA)                                                         | Франсиско Мескита                                                   | 3                                                                   |
| 1916 (APEA)                                                         | Мариано                                                             | 8                                                                   |
| 1918                                                                | Артур Фриденрайх                                                    | 23                                                                  |
| 1921                                                                | Артур Фриденрайх                                                    | 33                                                                  |
| 1926 (LAF)                                                          | Фило                                                                | 13                                                                  |
| 1927 (LAF)                                                          | Артур Фриденрайх                                                    | 13                                                                  |
| 1929 (LAF)                                                          | Артур Фриденрайх                                                    | 29                                                                  |

### Игроки сборной
| Игроки «Паулистано» на крупных международных турнирах | Игроки «Паулистано» на крупных международных турнирах | Игроки «Паулистано» на крупных международных турнирах |
| Игрок                                                 | Позиция                                               | Турнир                                                |
| ----------------------------------------------------- | ----------------------------------------------------- | ----------------------------------------------------- |
| Карлито Аранья                                        | защитник                                              | Чемпионат Южной Америки 1916                          |
| Орландо                                               | защитник                                              | Чемпионат Южной Америки 1916                          |
| Артур Фриденрайх                                      | нападающий                                            | Чемпионат Южной Америки 1919; 1922; 1925              |
| Сержио Перейра                                        | защитник                                              | Чемпионат Южной Америки 1919                          |
| Формига                                               | нападающий                                            | 1922                                                  |
| Фило                                                  | нападающий                                            | Чемпионат Южной Америки 1925                          |
| Клодо                                                 | нападающий                                            | Чемпионат Южной Америки 1925                          |